# Topmolen
De Topmolen is een watermolen op de Zweilingsloop in het natuurgebied De Vennen in de Belgische gemeente Balen. Hij bevindt zich aan de Topmolenstraat, nabij het Lommelse kerkdorp Kerkhoven, waar de molen ongeveer 1 km ten westen van ligt, aan de overzijde van het Kanaal naar Beverlo. De molen werd gebruikt als korenmolen.
De Zweilingsloop (of Maalbeek) is een kunstmatig nevenriviertje van de Grote Nete dat 1200 meter lang is. Aldus kon een verval van 3 meter worden gecreëerd, waarmee een bovenslagmolen kon worden aangedreven, de enige van deze soort in de provincie Antwerpen. Deze kleine bakstenen watermolen werd in 1850 gebouwd, tegelijkertijd met de ontginning van de Schoorheide. Aldus zou de te verwachten hogere graanopbrengst kunnen worden verwerkt. In 1935 werd de molen geheel in baksteen opgetrokken.
In 1925 werd een elektrogenerator geïnstalleerd die een elektromotor aandreef. Het bedrijf werd gestaakt in 1971, waarna verval intrad. Het maalwerk bleef echter intact, evenals het sluiswerk. Nadat de molen en het molenaarshuis sterk waren vervallen besloten nieuwe eigenaren om de molen te restaureren, waarmee in 2007 een aanvang werd gemaakt.
In 1993 werd de molen beschermd als monument en de omgeving als dorpsgezicht

## Externe bron
- Molendatabase
- Officiële website